# Maison en bois à Vrbeta
La maison en bois à Vrbeta (en serbe cyrillique : Кућа полубрвнара у Врбети ; en serbe latin : Kuća polubrvnara u Vrbeti) se trouve à Vrbeta,dans la municipalité de Knić et dans le district de Šumadija, en Serbie. Elle est inscrite sur la liste des monuments culturels protégés de la république de Serbie (identifiant no SK 1674).